# Pentamerista
Pentamerista é um género botânico pertencente à família Tetrameristaceae.
1. ↑  «Pentamerista — World Flora Online». www.worldfloraonline.org. Consultado em 19 de agosto de 2020